# Poca (Zenica)
Poca es un pueblo ubicado en el territorio de Zenica, en el cantón de Zenica-Doboj, Bosnia y Herzegovina.

## Superficie
Posee una superficie de 2,29 kilómetros cuadrados.

## Demografía
Hasta 2013 la población era de 347 habitantes, con una densidad de población de 151,6 habitantes por kilómetro cuadrado.